# طبيب الرعاية الصحية الأولية

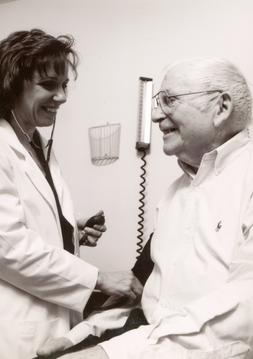
مريض يُقاس له ضغط الدم

طبيب الرعاية الصحية الأولي هو الطبيب الذي يقوم بالفحص الأولي للمريض الذي لم يتم تشخيصه بأي مرض من الأمراض، ويقوم هذا الطبيب أيضاً بالرعاية المستمرة لمختلف الحالات الصحية التي لا تقتصر فقط على سبب المرض، عمل الأعضاء، أو التشخيص. ويستخدم هذا المصطلح بشكل أساسي في الولايات المتحدة، بالرغم من حداثة هذا المصطلح. في السنوات الماضية في الولايات المتحدة وفي المملكة المتحدة (والعديد من البلدان الأخرى الناطقة للغة الإنجليزية) كان المصطلح المعادل لطبيب الرعاية الصحية الأولية هو «ممارس عام».
كل الأطباء من جميع التخصصات يجب عليهم أن يتخرجوا من كلية الطب. لكي تصبح طبيب رعاية أولية لابد من أن تتخرج من كلية الطب ثم القيام بالتدريب بعد التخرج في برامج الرعاية الصحية الأولية، مثل طب الأسرة (وتسمى أيضا ممارسة طب الأسرة أو الممارسة العامة في بعض البلدان) وطب الأطفال والطب الباطني. بعض صناديق العلاج الطبي تعتبر أطباء النساء والولادة مثال على أطباء الرعاية الصحية الأولية لرعاية النساء وسمحت لبعض المتخصصين من التخصصات الفرعية بتولي مهام طبيب الرعاية الصحية الأولي لبعض المرضى مثل اعتناء أخصائيو أمراض الحساسية بالمرضى الذين يعانون من الربو، وبالمثل ايضاً قيام أخصائيو أمراض الكلى بعناية المرضى في غسيل الكلى.
وفي بعض الأحيان يعتبر طبيب الطوارئ طبيب رعاية صحية أولي. طبيب الطوارئ يرى الكثير من الحالات الأولية بعكس أطباء الأسرة، وأطباء الأطفال والباطنية اذ يركز طبيب الطوارئ على الرعاية المستمرة، التدخل المفاجئ والسريع، تحقيق الاستقرار، إخراج آو نقل أو إحالة الحالة المرضية إلى المختصين بالرعاية النهائية المتكاملة. 

## نطاق الممارسة
يمكن تعريف طبيب الرعاية الصحية الأولي بمجموعة مهارات ونطاق ممارسات صحية والتي تتضمن معرفته بتشخيص وعلاج الأمراض والحالات الطبية الشائعة. طرق التشخيص تتضمن: مقابلة المريض والتحدث معه لجمع المعلومات عن الأعراض التي يعاني منها، تاريخه الطبي، وغيرها من التفاصيل الصحية. ومن ثم يليه الفحص البدني للمريض. العديد من أطباء الرعاية الصحية الأولية يتم تدريبهم في إجراء الفحوصات الطبية الأولية، مثل: فحص عينات دم المرضى وغيرها من العينات،تخطيط كهربية القلب، والأشعة السينية. العديد من حالات التشخيص المعقدة والتي تستغرق زمن طويل يتم إحالتها إلى الأطباء المختصين وذلك بسبب خبرتهم العالية مع الأجهزة التقنية، أو بسبب كثرة خبراتهم السابقة مع المرضى والتي بالتالي تقلل مخاطر الوقوع في الأخطاء الطبية. بعد جمع المعلومات عن المريض تتشكل صورة واضحة للتشخيص التفريقي، فيتم مشاركته ومناقشته مع المريض وتكوين خطة تشمل: فحوصات أخرى، إحالة الحالة إلى طبيب متخصص، تلقي الأدوية، العلاج المناسب، النظام الغذائي، تغيير نمط الحياة، تثقيف المريض بحالته، ومتابعة نتائج العلاج. طبيب الرعاية الصحية الأولي يقوم أيضاً بإرشاد وتثقيف المرضى عن التصرفات السلوكية الصحية، مهارات العناية الصحية وخيارات العلاج، ويقوم أيضاً بتوفير فحوصات ولقاحات. 

### دور طبيب الرعاية الصحية الأولي في نظام الرعاية الصحية
طبيب الرعاية الصحي الأولي عادة ما يقوم بالكشف الأولي للمريض وذلك لعدة أسباب منها: سهولة التواصل، موقع يسهل الوصول إليه، الألفة، قلة التكلفة المادية للعلاج، وحسن جودة الرعاية الصحية. في بعض البلدان -النرويج على سبيل المثال- يتم تسجيل الأطباء المقيمين كأطباء عاميين للمرضى ويجب على المرضى الرجوع لهم عن طلب الإحالة إلى طبيب آخر. أيضا العديد من المؤسسات الصحية تعتبر أطباء الرعاية الصحية الأولية «كخط الدفاع الأول» الذين يتولون مهمة تنظيم الوصول إلى العمليات الأكثر تكلفة أو الأطباء المختصين. طبيب الرعاية الصحية الأولي يتصرف نيابة عن المريض في التعاون مع الأخصائيين اللذين يتم إحالة الحالة إليهم في تنسيق الرعاية الصحية المقدمة من مختلف المؤسسات مثل: المستشفيات أو عيادات إعادة التأهيل. ويوفر الطبيب الأولي تدبير طويل الأمد لمرضى الأمراض المزمنة. الرعاية المستمرة مهمة جداً للمرضى الذين يعانون من الحالات المرضية التي تشمل تأثر عدة أعضاء في الجسم وتتطلب علاج ومراقبة طويلة الأمد، مثل: مرضالسكري وارتفاع ضغط الدم. 

## دراسات عن الجودة المقدمة من أطباء الرعاية الصحية الأولية
عند المقارنة بكمية المعلومات وجودة الرعاية الصحية المقدمة بين الأطباء العاميين والأطباء المختصين نجد أن الأطباء المختصين أكثر إطلاعاً وتوفيراً للرعاية الأفضل. لكن هذه الدراسات درست جودة الرعاية في مجال الأخصائي فقط. فتحتاج هذه الدراسات إلى إعادة نظر. 
دراسات عن جودة الرعاية الصحية الوقائية وجدت أن أداء أطباء الرعاية الصحية الأولية أفضل. دراسات أثبتت أن المسنين المرضى المشخصين من قبل الأطباء العاميين -مقارنة بالأطباء المختصين- كانوا أكثر تلقي للقاحات الإنفلونزا. من باب تعزيز الاستشارة الصحية، وجدت دراسات أن الأطباء العاميين يقومون بالاستشارة أكثر من الأطباء المختصين في الطب الباطني، وأيضاً القيام بفحوصات الكشف عن سرطان الثدي.
بسبب انتشار بعض الأمراض الشائعة، الطبيب الأولي قادر على تطوير خبراته الخاصة. وجدت دراسة على مجموعة من مرضى يعانون من الام أسفل الظهر أن طبيب الرعاية الأولية وفر رعاية صحية منخفضة التكاليف ومكافئة في الجودة الرعاية التي أعطيت من قبل آخصائيو العظام.
عوامل مرتبطة بجودة الرعاية الصحية المقدمة من الأطباء الأوليين:
- زيادة خبرة وإطلاع الطبيب الأولي عن مرض معين. [9]
- انتماء الطبيب الأولي لمجموعات من أطباء أوليين أخرين.[10]

### المعلومات المتوفرة لدى الأطباء المختصين مقارنة بأطباء الرعاية الصحية الأولية
المعلومات المتوفرة عن الأطباء الأوليين أكثر تعقيداً من المعلومات المتوفرة عند الأطباء المختصين. دراستين وجدت أن الأطباء المختصين أكثر احتمالية لصرف عقار COX-2 قبل أن يتم الموفقة على صرفه من قبل هيئة الغذاء والدواء. وبالمثل، وجدت دراسة منفصلة أن الأطباء المختصين أقل تحيزاً في اختيارهم عند قراءة المقالات. 

## التحديات التي تواجه الرعاية الصحية الأولية

### انخفاض الأعداد
في الولايات المتحدة، عدد طلاب الطب الذين انضموا إلى تدريب طب الأسرة انخفضوا إلى 50% في الفترة ما بين 1997 إلى 2005.
 في 1998، نصف  أطباء الباطنية المقيمين قاموا باختيار الرعاية الصحية الأولية، لكن بحلول عام 2006، أكثر من 80% أصبحوا اخصائيين.
دراسة من قبل جامعة ميسوري كولومبيا والولايات المتحدة.
قسم الصحة والخدمات توقع انه بحلول 2025 سيكون هنالك عجز في أطباء الرعاية الصحية الأوليين البالغين حوالي 35,000 إلى 44,000 طبيب أولي.
 الأسباب الموازية للتغيرات التطورية التي تحدث في النظام الطبي الأمريكي: الدفع على حسب كمية الخدمة المقدمة وليس على حسب الجودة، تقدم عمر السكان سببت ارتفاع في انتشار وتعقد الحالات الصحية المزمنة، معظمها تم التعامل معها في مراكز الرعاية الصحية الأولية، والتركيز المتزايد على تغيرات نمط الحياة والإجراءات الوقائية، غالباً يتم تغطيتها سوءاً من قبل التأمينات الصحية أو لا يتم تغطيتها على الإطلاق. في 2004، متوسط دخل الأخصائيين في الولايات المتحدة كان ضعف دخل أطباء الرعاية الصحية الأولية، والفجوة ما زالت تتسع. الأستياء من قبل متدربي الرعاية الصحية الباطنية يقوم بإعاقة المتدربين من دخول الرعاية الصحية. في 2007، دراسة على 1,177 طلاب طب متخرجين في الولايات المتحدة، فقط 2% منهم قاموا بالتخطيط لدخول مهنة الطب الباطني العام وتم تأكيد نمط حياتهم بأجر التخصصات الفرعية في قرارهم. تدريبات الرعاية الصحية الأولية في الولايات المتحدة تعتمد بشكل متزايد على خريجي الطب الأجانب لملء الصفوف التي اُستنفذت.

### سوء التوزيع
الدول المتقدمة تواجه تفاوت أكثر انتقاداً في ممارسي الرعاية الصحية الأولية.
التقرير الذي أعلنت عنه المنظمات الصحية الأمريكية في 2005 “المنطقة الأمريكية قد أحرزت تقدماً هاماً في الصحة لكن التحديات الكبيرة والفوارق تبقى.
بين الأكثر أهمية هو الحاجة لتمديد الرعاية الصحية ذات الجودة العالية لجميع قطاعات السكان.
الخبرة على مدى ال27 سنة الماضية تثبت أن أنظمة الصحة التي تلتزم بمبادئ الرعاية الصحية الأولية تنتج قدر أكبر من الكفاءة ونتائج صحية أفضل سوادً من حيث الصحة الفردية والعامة“. منظمة الصحة العالمية قد قامت بتعريف العادات الشائعة المتفاقمة في الوصول إلى أطباء الرعاية الصحية الأولية وغيرهم من العاملين في الرعاية الصحية الأولية في كلاً من البلدان المتقدمة والنامية.
- «أعداد العاملين والجودة مرتبطة بشكل إيجابي مع تغطية التحصين، التوعية عن الرعاية الصحية الأولية، وبقاء الأجنة والأطفال والأمومة»
- «جودة الأطباء وكثافة توزيعهم قد أظهرت ارتباط مع نتائج إيجابية في أمراض القلب والشرايين»
- «في الأنظمة الصحية عاملي الرعاية الصحية الأولية يعملوا كخط الدفاع الأول والملاحين للتطبيق الفعال في جميع الموارد الأخرى كالمخدرات، اللقاحات أو اللوازم»
- «حالياً هنالك 57 دولة لديها نقص يعادل العجز العالمي ل2.4 مليون أطباء، ممرضات، والدايات»
- «في دول عديدة، المهارات المحدودة للمهنيين المحترفين المكلفة لا تتطابق مع التشكيل المحلي للاحتياجات الصحية»
- «جميع الدول تعاني من سوء التوزيع الذي يتميز بالتركيز في عجز المناطق الحضرية والريفية»
- «الدول الأغنى ستواجه مستقبلاً انخفاض في الخصوبة وازدياد عدد سكان كبار السن وذلك سيسبب تحول نحو الأمراض المزمنة والانتكاسية مع مطالب الرعاية العالية»
- «الفجوات المتزايدة سوف توجد ضغط أكبر على تدفق العاملين الصحيين من المناطق الأكثر فقراً»

### الجودة المتأخرة عن تدابير الرعاية
دراسة آُجريت على 6,000 من أطباء الرعاية الصحية الأولية في سبع دول مختلفة أوضحت تباين في أماكن مختلفة والتي تؤثر على جودة الرعاية. الاختلافات لم تتبع أي تكلفة رعاية شائعة.
أطباء الرعاية الصحية الأولية في الولايات المتحدة تخلفوا عن نظائرهم في الدول الأخرى، بالرغم من حقيقة أن الولايات المتحدة تنفق 2-3 أضعاف نصيب الفرد.
الترتيبات لبعد ساعات الرعاية كانوا تقريباً مرتين ضعف انتشارها في هولندا، ألمانيا ونيوزلاند اما بالنسبة لي كندا والولايات المتحدة كانوا المرضى يعتمدوا على وسائل الطوارئ.
الفوارق الرئيسية الأخرى تشمل النظم الآلية لتذكير المرضى حول متابعة الرعاية، اعطاء المرضى نتائج التحاليل أو تحذير من التفاعلات الضارة للمخدرات.
كذلك كان هناك اختلافات بين أطباء الرعاية الأولية بشأن الحوافز المالية لتحسين نوعية الرعاية.